# أيامي غوريكي
أيامي غوريكي (باليابانية:剛 力 彩 芽  ولدت بتاريخ 27 أغسطس 1992 في محافظة كاناجاوا) هي ممثلة يابانية، ومغنية وعارضة أزياء.

## الإصدارات الموسيقية

### الأغاني
| العنوان                                                  | تاريخ الإصدار   | المرتبة في القوائم الموسيقية | المرتبة في القوائم الموسيقية |
| العنوان                                                  | تاريخ الإصدار   | Oricon                       | Japan Hot 100                |
| -------------------------------------------------------- | --------------- | ---------------------------- | ---------------------------- |
| Someone More Precious Than a Friend (友達より大事な人)   | 10 يوليو, 2013  | 7                            | 6                            |
| The 100 Things That You Hate (あなたの100の嫌いなところ) | 26 فبراير, 2014 | 12                           | 17                           |
| くやしいけど大事な人                                     | 29 أكتوبر, 2014 | 8                            | 19                           |
| 相合傘                                                   | 2 سبتمبر, 2015  |                              |                              |

## وصلات خارجية
- أيامي غوريكي على موقع IMDb (الإنجليزية)
- أيامي غوريكي على موقع ميوزك برينز (الإنجليزية)
- أيامي غوريكي على موقع قاعدة بيانات الفيلم (الإنجليزية)
- الموقع الرسمي
 (باليابانية)
- Agency Profile (باليابانية)
- Ayame Goriki on Sony Music Entertainment Japan (باليابانية)
- Twitter (باليابانية)